# Nicolás Sainz
Nicolás Miguel Sainz (Floresta, Buenos Aires, Argentina; 16 de junio de 1989) es un futbolista argentino. Juega de defensor y su equipo actual es Camioneros, equipo de la Primera C.

## Trayectoria

### Racing Club
En las divisiones inferiores Sainz mayormente jugaba de marcador central. Se desempeñó como capitán de la reserva de Racing Club en el año 2011. También ha jugado alguna que otra vez como marcador de punta izquierdo en la Primera división. En la Primera jugó varios partidos con Miguel Ángel Russo y Diego Simeone como directores técnicos de Racing, y desde sus inicios usó la camiseta con el número 3 en el dorsal.[cita requerida]

### Nueva Chicago
Fue cedido a préstamo por un año sin opción de compra al Club Atlético Nueva Chicago para la temporada 2012-2013 de la Primera B Nacional. Debutó el 1 de septiembre de 2012 contra Gimnasia de La Plata en un partido que concluyó 1 a 1, donde mostró que estaba para ser titular. Se pudo afianzar en la defensa y con la llegada de Ángel Bernuncio a la conducción técnica, Sainz siguió teniendo los mismos rendimientos que tenía cuando dirigía Mario Franceschini. Convirtió su primer gol contra Douglas Haig en un agónico partido con terminó 4 a 4. En la fecha 27, fue expulsado en la derrota de su equipo frente a Boca Unidos de Corrientes.[cita requerida]
Para la temporada 2013-14, Nueva Chicago decide volver a solicitar de sus servicios. El defensor, a pesar de tener otras ofertas, decide quedarse y renovar el préstamo con la institución, con el objetivo de buscar el ascenso. Convirtió tres goles en los 37 partidos jugados a lo largo de la temporada, siendo también el jugador con más encuentros disputados. Finalmente su equipo fue el campeón del torneo y logró el ascenso a la B Nacional.[cita requerida]
Durante el segundo semestre del 2014, comenzó siendo titular en los primeros partidos. Sin embargo, sufrió una rotura de ligamentos que lo mantuvo fuera de las canchas hasta el 2015. En su lugar ingresó Samuel Cáceres, que ocupó su puesto durante lo que restaba del campeonato. Su equipo logró el ascenso a la Primera División de Argentina y él aportó disputando 10 partidos sin convertir goles hasta antes de la lesión.
Luego del ascenso, el defensor se mantuvo rehabilitándose para volver a jugar lo antes posible. Desde el mes de enero estuvo preparándose físicamente mediante trabajos aeróbicos que no exigieran la rodilla lesionada. A patir de julio estuvo haciendo trabajos futbolísticos para volver de la mejor manera cuando se le diera la oportunidad. El 15 de agosto se produjo su vuelta oficial frente a Huracán por la fecha 20 del torneo en la victoria de su equipo 3 a 0.[cita requerida]
Tras un pobre inicio de campaña y una gran remontada sobre el final donde el club sacó 15 puntos en los últimos 5 encuentros jugados, no fue suficiente para mantener la categoría por lo que ambos descendienderon nuevamente a la Primera B Nacional. El jugador totalizó 11 encuentros disputados y 1 gol convertido en dicha temporada.

### Gimnasia de Mendoza
A fines de diciembre de 2015, tras descender de la Primera División 2015 con Nueva Chicago, fichó por Gimnasia y Esgrima de Mendoza para disputar el Torneo Federal A 2016, tercera categoría. Marcó su primer gol en la fecha 2 ante Deportivo Maipú que sirvió para contribuir en el 2:2 final.

### Vuelta a Nueva Chicago
A mediados de 2016 se confirma su fichaje con el Quilmes Atlético Club de la Primera División de Argentina. Firmó su contrato, aunque antes de comenzar el Campeonato asumió como entrenador Alfredo Grelak y no sería tenido en cuenta. Rescindió su contrato y firmó para Nueva Chicago. Durante el Campeonato de Primera B Nacional 2016-17 disputó 29 partidos, 23 como titular, y marcó 2 goles.

## Estadísticas

### Clubes
| Racing Club Argentina | 1.ª                 | 2009-10             | 3   | 0  | - | - | - | - | 3   | 0  | 0    |
| Racing Club Argentina | 1.ª                 | 2010-11             | 4   | 0  | - | - | - | - | 4   | 0  | 0    |
| Racing Club Argentina | 1.ª                 | 2011-12             | 2   | 0  | 2 | 0 | - | - | 4   | 0  | 0    |
| Racing Club Argentina | Total club          | Total club          | 9   | 0  | 2 | 0 | - | - | 11  | 0  | 0    |
| Nueva Chicago Argentina | 2.ª                 | 2012-13             | 23  | 1  | 0 | 0 | - | - | 23  | 1  | 0.04 |
| Nueva Chicago Argentina | 3.ª                 | 2013-14             | 36  | 3  | 1 | 0 | - | - | 37  | 3  | 0.08 |
| Nueva Chicago Argentina | 2.ª                 | 2014                | 11  | 0  | - | - | - | - | 11  | 0  | 0    |
| Nueva Chicago Argentina | 1.ª                 | 2015                | 11  | 1  | 0 | 0 | - | - | 11  | 1  | 0.09 |
| Nueva Chicago Argentina | 2.ª                 | 2016-17             | 29  | 2  | 1 | 0 | - | - | 29  | 2  | 0.07 |
| Nueva Chicago Argentina | Total club          | Total club          | 110 | 7  | 2 | 0 | - | - | 112 | 7  | 0.06 |
| Gimnasia y Esgrima (M) Argentina | 3.ª                 | 2016                | 12  | 2  | - | - | - | - | 12  | 2  | 0.17 |
| Gimnasia y Esgrima (M) Argentina | Total club          | Total club          | 12  | 2  | - | - | - | - | 12  | 2  | 0.17 |
| Quilmes Argentina | 1.ª                 | 2016-17             | -   | -  | 1 | 0 | - | - | 1   | 0  | 0    |
| Quilmes Argentina | Total club          | Total club          | -   | -  | 1 | 0 | - | - | 1   | 0  | 0    |
| Brown Argentina | 2.ª                 | 2017-18             | 0   | 0  | 0 | 0 | - | - | 0   | 0  | 0    |
| Brown Argentina | Total club          | Total club          | 0   | 0  | 0 | 0 | - | - | 0   | 0  | 0    |
| Chaco For Ever Argentina | 3.ª                 | 2018-19             | 26  | 1  | 2 | 0 | - | - | 28  | 1  | 0.04 |
| Chaco For Ever Argentina | Total club          | Total club          | 26  | 1  | 2 | 0 | - | - | 28  | 1  | 0.04 |
| Talleres (RdE) Argentina | 3.ª                 | 2019-20             | 21  | 1  | 1 | 0 | - | - | 22  | 1  | 0.05 |
| Talleres (RdE) Argentina | 3.ª                 | 2020                | 5   | 3  | - | - | - | - | 5   | 3  | 0.6  |
| Talleres (RdE) Argentina | 3.ª                 | 2021                | 31  | 3  | 1 | 0 | - | - | 32  | 3  | 0.09 |
| Talleres (RdE) Argentina | Total club          | Total club          | 57  | 7  | 2 | 0 | - | - | 59  | 7  | 0.12 |
| San Miguel Argentina | 3.ª                 | 2022                | 30  | 1  | - | - | - | - | 30  | 1  | 0.03 |
| San Miguel Argentina | Total club          | Total club          | 30  | 1  | - | - | - | - | 30  | 1  | 0.03 |
| Camioneros Argentina | 4.ª                 | 2023-24             | 8   | 1  | - | - | - | - | 8   | 1  | 0.13 |
| Camioneros Argentina | 4.ª                 | 2025                | 0   | 0  | - | - | - | - | 0   | 0  | 0    |
| Camioneros Argentina | Total club          | Total club          | 8   | 1  | - | - | - | - | 8   | 1  | 0.13 |
| Acassuso Argentina | 3.ª                 | 2024                | 39  | 2  | - | - | - | - | 39  | 2  | 0.05 |
| Acassuso Argentina | Total club          | Total club          | 39  | 2  | - | - | - | - | 39  | 2  | 0.05 |
| Total en su carrera | Total en su carrera | Total en su carrera | 291 | 21 | 9 | 0 | - | - | 300 | 21 | 0.07 |
| (1) Las copas nacionales se refiere a la Copa Argentina. (2) Las copas internacionales se refiere a la Copa Libertadores y a la Copa Sudamericana. (3) Media de goles por encuentro. No incluye goles en partidos amistosos. |                     |                     |     |    |   |   |   |   |     |    |      |

## Palmarés

### Campeonatos nacionales
| Título                 | Club          | País      | Año     |
| ---------------------- | ------------- | --------- | ------- |
| Primera B              | Nueva Chicago | Argentina | 2013-14 |
| Primera B Nacional (*) | Nueva Chicago | Argentina | 2014    |

- (*) Ascenso.